# Allophan
Allophan (auch Elhuyarit, Ilbait oder Riemannit) ist ein relativ selten vorkommendes Mineral aus der Mineralklasse der „Silikate und Germanate“ mit der chemischen Zusammensetzung Al2O3(SiO2)1,3-2,0·2,5–3,0H2O und damit chemisch gesehen ein wasserhaltiges Aluminiumoxid-Silikat. Strukturell gehört Allophan zu den Schichtsilikaten.
Allophan ist neben dem bekannten Opal eines der wenigen Minerale, die keinem Kristallsystem angehören, sondern amorph erstarren. Der Aluminiumoxid-Silikatgruppen- und Wasseranteil kann zudem je nach Zustand der Mineralprobe leicht variieren.
Im Allgemeinen findet sich Allophan in Form traubiger, stalaktitischer oder erdiger Mineral-Aggregate von weißer bis grauer, bläulicher bis grünlicher oder brauner Farbe. Seine Strichfarbe ist allerdings immer weiß.

## Etymologie und Geschichte
Der Name Allophan ist eine Ableitung aus altgriechisch ἄλλος állos, deutsch ‚ein anderer‘, und φαίνεσθαι phaínesthai, deutsch ‚erscheinen, scheinen‘, bedeutet etwa „das als ein anderes Erscheinende“ und bezieht sich auf die oft vorhandene Ähnlichkeit mit anderen Kupfermineralen.
Erstmals entdeckt wurde Allophan bei Gräfenthal im Landkreis Saalfeld-Rudolstadt in Thüringen und beschrieben 1816 durch J. F. L. Hausmann und F. Stromeyer: Über Silberkupferglanz und Allophan, Göttingische Gelehrte Anzeigen 2, S. 1251–1253.

## Klassifikation
Bereits in der veralteten 8. Auflage der Mineralsystematik nach Strunz gehörte der Allophan zur Mineralklasse der „Silikate und Germanate“ und dort zur Abteilung der „Schichtsilikate (Phyllosilikate)“, wo er zusammen mit Hisingerit im Anhang der „Hydroserpentin-Reihe (trioktaedrisch)“ mit der System-Nr. VIII/E.11b und den inzwischen diskreditierten „Hauptmineralen“ Hydroantigorit und Hydroamesit eingeordnet war.
Im zuletzt 2018 überarbeiteten und aktualisierten Lapis-Mineralienverzeichnis nach Stefan Weiß, das sich im Aufbau noch nach dieser alten Form der Systematik von Karl Hugo Strunz richtet, erhielt das Mineral die System- und Mineral-Nr. VIII/H.26-010. In der „Lapis-Systematik“ entspricht dies ebenfalls der Abteilung „Schichtsilikate“, wo Allophan zusammen mit Hisingerit, Imogolith, Neotokit und Odinit die unbenannte Gruppe VIII/H.26 bildet.
Auch die von der International Mineralogical Association (IMA) zuletzt 2009 aktualisierte 9. Auflage der Strunz’schen Mineralsystematik ordnet den Allophan in die Abteilung der „Schichtsilikate“ ein. Diese ist allerdings weiter unterteilt nach der Struktur der Schichten, so dass das Mineral entsprechend seinem Aufbau in der Unterabteilung der „Schichtsilikate (Phyllosilikate) mit Kaolinitschichten, zusammengesetzt aus tetraedrischen oder oktaedrischen Netzen“ zu finden ist, wo es zusammen mit Chrysokoll, Imogolith und Neotokit die unbenannte Gruppe 9.ED.20 bildet.
Die vorwiegend im englischen Sprachraum gebräuchliche Systematik der Minerale nach Dana ordnet den Allophan ebenfalls in die Klasse der „Silikate und Germanate“ und dort in die Abteilung der „Schichtsilikatminerale“ ein. Hier ist er als Namensgeber der „Allophangruppe“ mit der System-Nr. 71.01.04 und den weiteren Mitgliedern Hisingerit, Imogolith, Neotokit und Zinalsit innerhalb der Unterabteilung „Schichtsilikate: Schichten von sechsgliedrigen Ringen mit 1:1-Lagen“ zu finden.

## Kristallstruktur
Allophan erstarrt amorph oder semi-kristallin mit Aluminium [6]-, [5]- und [4]-Koordination.

## Eigenschaften
Aufgrund seines lockeren Aufbaus mit vielen Hohlräume und dem hohen Wassergehalt hat Allophan eine sehr geringe Dichte (Trockenrohdichte allophanhaltiger Böden < 0,9 g/cm³). Außerdem weist es eine sehr hohe reaktive Oberfläche (~ 800 m²/g) auf, die hauptsächlich durch „Poren“ in den Hohlkugeln (eigentlich defekte Stellen, welche die Hohlkugeln unterbrechen) gebildet wird. Austrocknung und Wasserverlust führen zur irreversiblen Strukturzerstörung.
Vor dem Lötrohr ist Allophan unschmelzbar.
Die zwei Hauptarten aluminiumreiches Allophan (Al:Si, 2:1) und siliziumreiches Allophan (Al:Si, 1:1) entstehen je nach der Verfügbarkeit der Stoffe in der Bodenlösung.

## Bildung und Fundorte

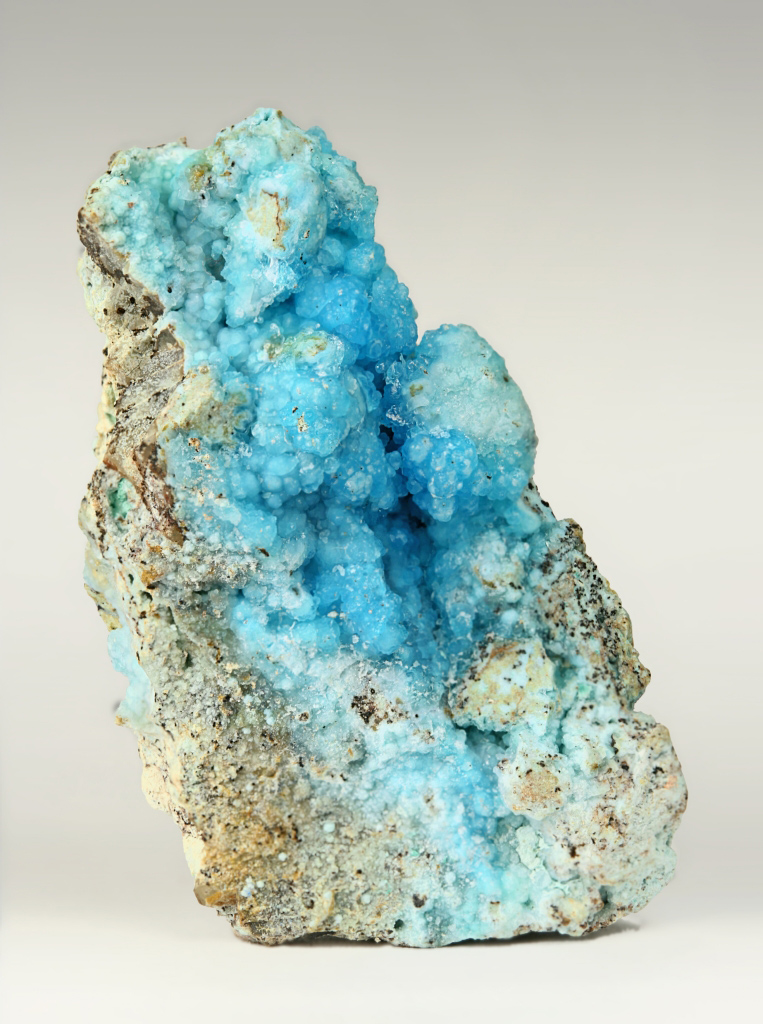
Allophan aus der Maid of Sunshine Mine, Turquoise, Cochise County, Arizona

Allophan entsteht vor allem hydrothermal in Spalten von Sedimentgesteinen. Bei der Bodenbildung entsteht es insbesondere durch die chemische Verwitterung von vulkanischen Gläsern und bildet dann sogenannte Lockerbraunerden. Ebenfalls zu finden ist Allophan in Kohle- und Erzlagerstätten. Begleitminerale sind unter anderem Chrysokoll, Cristobalit, Gibbsit, Imogolith, Limonit, Quarz und Vermiculit.
Als relativ selten vorkommendes Mineral kann Allophan an verschiedenen Fundorten zum Teil zwar reichlich vorhanden sein, insgesamt ist er jedoch wenig verbreitet. Weltweit sind bisher etwas mehr als 500 Fundorte für Allophan dokumentiert (Stand: 2023). Neben seiner Typlokalität Gräfenthal wurde das Mineral in Deutschland noch an mehreren Orten im Schwarzwald in Baden-Württemberg; bei Pechbrunn und Kropfmühl in Bayern; Goldhausen und Kirschhausen in Hessen; an mehreren Orten im Harz von Niedersachsen bis Sachsen-Anhalt; bei Untermaubach, Wülfrath und an mehreren Orten des Sauerlands und des Siegerlandes in Nordrhein-Westfalen; bei Antweiler in Rheinland-Pfalz; bei Chemnitz-Markersdorf und Mechelgrün sowie an mehreren Orten im Erzgebirge in Sachsen und bei Gera, Garnsdorf (Saalfeld/Saale), am Bergmannskopf bei Gräfenroda, bei Brotterode-Trusetal und Weckersdorf in Thüringen gefunden werden.
In Österreich trat Allophan unter anderem am Pauliberg im Burgenland; bei Leoben in der Steiermark, und bei Freistadt in Oberösterreich sowie an mehreren Orten der Regionen Kärnten, Salzburg und Tirol.
In der Schweiz fand sich das Mineral am Cavloc-See im Fornotal (Tal des Fornogletschers) im Kanton Graubünden sowie bei Ayer (Val d’Anniviers), Saint-Luc VS und Siders (Granges) im Kanton Wallis.
Weitere Fundorte sind Argentinien, Australien, Moldau, Belgien, Bolivien, China, Ecuador, Frankreich, Griechenland, Irland, Israel, Italien, Japan, Kasachstan, Kirgisistan, Kanada, Kolumbien, die Demokratische Republik Kongo, Mexiko, Neuseeland, die Niederlande, Norwegen, Polen, Rumänien, Russland, Sambia, Serbien, Simbabwe, die Slowakei, Spanien, Südafrika, Taiwan, Tschechien, Turkmenistan, Ukraine, Ungarn, im Vereinigten Königreich (Großbritannien) und in den Vereinigten Staaten von Amerika (USA).
Auch in Gesteinsproben vom Ostpazifischen Rücken konnte Allophan nachgewiesen werden.